# Julio Lamas
Juan Cesar Lamas (Buenos Aires, 9 de Junho de 1964) é um treinador de basquetebol argentino. Atualmente dirige a seleção argentina de basquetebol masculino.